# ミセス・ノイズィ
『ミセス・ノイズィ』は、2020年制作の日本のサスペンス映画。
奈良県生駒郡平群町で実際にあった事件を基に制作された。俗に言う「騒音おばさん」の事件。
隣人同士の些細な対立が大事件へと発展していく様子を描く。第32回東京国際映画祭日本映画スプラッシュ部門上映作品。
当初は2020年5月公開予定であったが、新型コロナウイルス感染症（COVID-19）流行の影響で延期され、2020年12月4日から公開されることになった。3か月を超えるロングランを記録した。

## あらすじ
夫と幼い娘とマンションに暮らす小説家の吉岡真紀はある日突然、些細なことから隣人の若田美和子から嫌がらせを受け始め、それは日を追うごとに激しさを増していく。
真紀は美和子からの嫌がらせを題材にした小説を発表することで反撃に出るが、それが思わぬ大騒動を巻き起こす。

## キャスト
- 吉岡真紀：篠原ゆき子[6]
- 若田美和子：大高洋子[6]
- 吉岡裕一：長尾卓磨[6]
- 吉岡菜子：新津ちせ[7]
- 若田茂夫：宮崎太一
- 多田直哉：米本来輝
- 山田哲平：和田雅成
- 洞口依子
- 田中要次
- 風祭ゆき

## 評価
キネマ旬報社が運営するKINENOTEの「キネ旬Review」では、ライターの須永貴子は「タイトルから始まっていた仕掛けにまんまと引っかかった」と評し、山田耕大は「初め笑っていた顔がやがてひきつってくる。荒っぽいが、人を引きつけるには充分だ」と評価し、映画評論家の吉田広明は「おばさん視点が正しいというのが結構早い段階で明らかになってしまう。どちらも理があるように見えるという人間社会の複雑さを選ぶ選択もありえたかと思う」とコメントした。